# France au Concours Eurovision de la chanson 2008
En 2008, la France a participé au Concours Eurovision de la Chanson 2008 et a présenté comme candidat le chanteur Sébastien Tellier, sélectionné par France Télévisions, diffuseur du programme, avec sa chanson Divine. Le concours s'est déroulé en Serbie, à Belgrade, le 24 mai 2008
La chanson, en langue anglaise, écrite, composée et interprétée par Sébastien Tellier a été proposée par l'artiste et validée par France Télévisions. 
A l'issue du concours, la France obtient 47 points et termine 19ème sur 25 au classement.

## Sélection de l'interprète
Pour cette édition, la sélection de l'interprète qui représente la France est confiée à un comité restreint, composé de membres de France Télévision et de Bruno Berberes, le chef de la délégation Française désigné par France 3. Le 7 mars 2008, Sébastien Tellier est sélectionné et il interprétera la chanson Divine.
Ce mode de sélection est préféré à un choix populaire. En effet, lors des trois années précédentes, les émissions permettant aux téléspectateurs de découvrir et choisir l'interprète ont été des échecs d'audience.
France Télévisions choisit cet interprète pour sa renommée et ses collaborations avec des groupes mondialement connu Daft Punk et Air.

## Polémique
La chanson est majoritairement en anglais, avec quelques mots en français : Toi et moi, c'est comme tu sais, pour moi l'amour chante en français. Cela entraine une controverse de la part de plusieurs parlementaires ainsi que du secrétaire d'État à la Francophonie. 
L'interprète déclare lors d'un entretien à la presse, qu'une version française complète de cette chanson n'était pas envisageable pour le Concours. Il précise que la demande de France Télévision ne demande pas un texte en français. Il propose également d'insérer plus de français dans son texte.

## Prestation et résultat

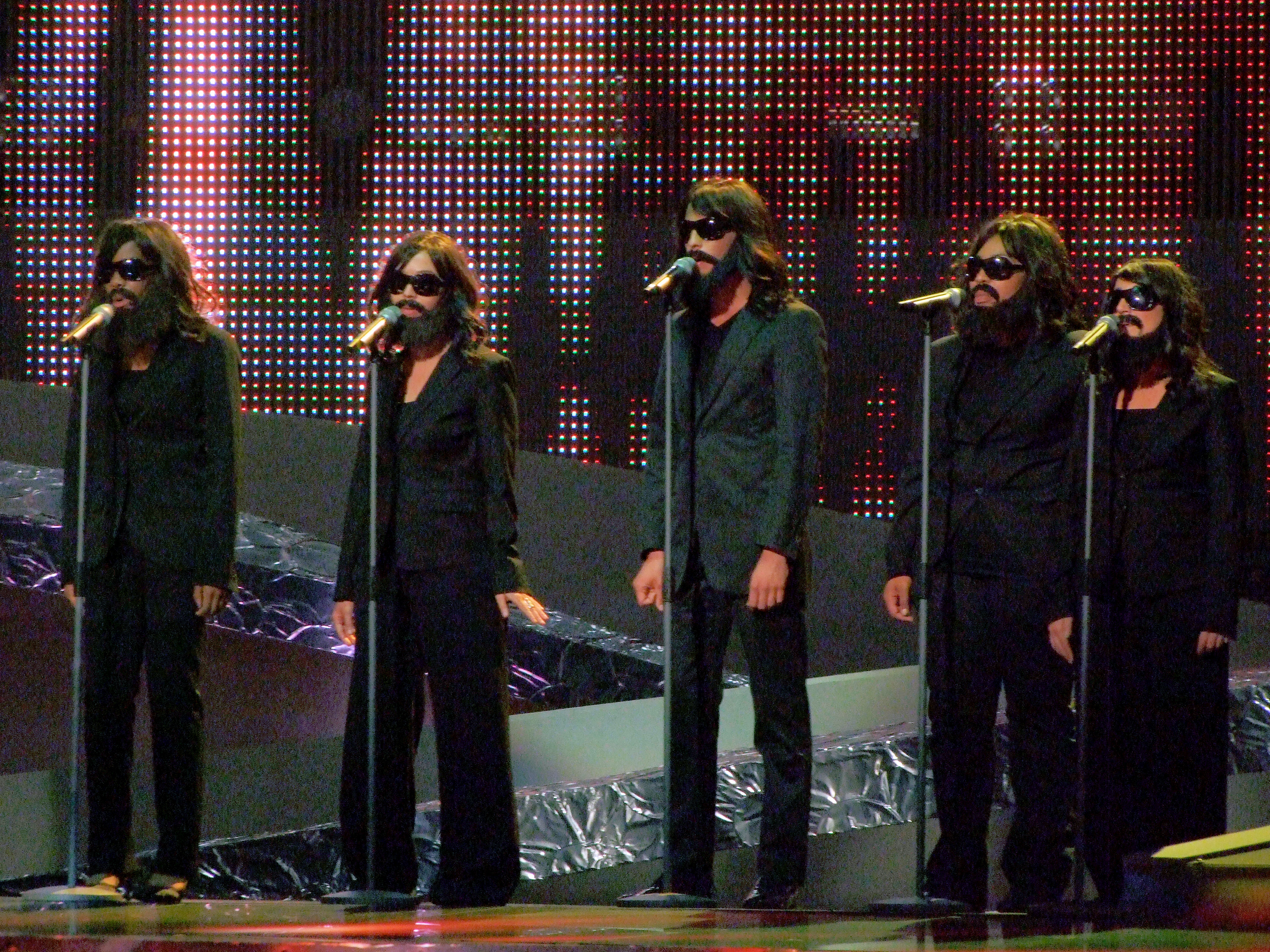
Choristes du SGS (Soul & Gospel Singers) Paris

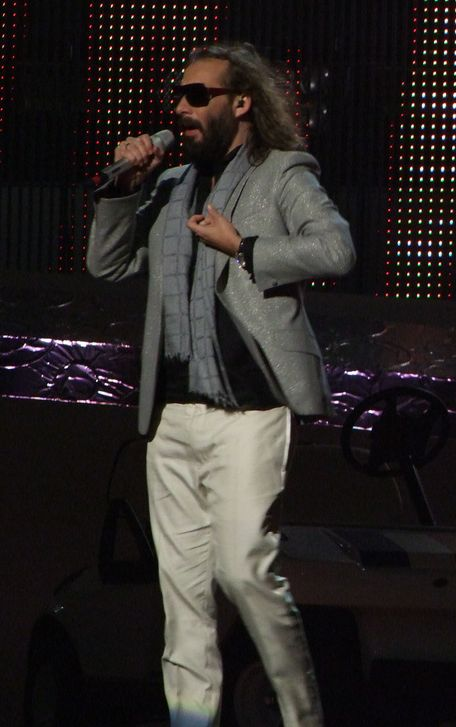
Sébastien Tellier

Lors de son passage sur scène, Sébastien Tellier arrive en voiturette de golf, et porte un ballon représentant la planète Terre. Il est accompagné de cinq choristes portant perruques, fausses barbes et les mêmes lunettes de soleil que le chanteur.
Ces choristes permettent d'éviter la disqualification en remplaçant les voix de la bande sonore originale, pratique non autorisée par le règlement du concours. Ils sont issus du groupe de gospel SGS (Soul & Gospel Singers, de Paris) et sont : Falone Tayoung, Sheliyah Masry, Abigael et Stanislas Debit et Marie Djemali.
Lors de sa prestation sur scène Sébastien Tellier a utilisé un ballon de plage gonflé à l'hélium. Entre deux phrases, il aspire quelques bouffées d'air afin de modifier sa voix.
La France termine le concours à la 19e place avec 47 points, soit le même nombre que la Suédoise Charlotte Perrelli et sa chanson Hero. La Suède est classée 18e car elle a reçu une fois la note maximale (12 points), ce qui n'est pas le cas de la France.
Les costumes sont de Jean-Paul Gaultier, qui commente l'épreuve en direct sur France 3 aux côtés de Julien Lepers le 24 mai 2008.